# 韓国銀行貨幣博物館
韓国銀行貨幣博物館 （かんこくぎんこうかへいはくぶつかん、韓国語: 한국은행화폐박물관）とは、2001年に韓国銀行が設立したソウルの経済・貨幣博物館である。住所はソウル特別市中区南大門39。
設計は辰野金吾の指導のもと中村與資平が行った。朝鮮銀行本店として1912年に建設され、韓国銀行本店としても使われた。

## 概要
国内外の貨幣約20,000点をはじめとする資料が展示され、貨幣の製造過程や韓国経済を学ぶことが出来る。入場無料。

## 建物

### 歴史
韓国銀行の本店 (Korean: 한국은행 본관; Hanja: 韓國銀行本館）であった博物館棟は、1981年に国指定史跡第280号に指定された歴史的建造物である。元々は第一銀行のソウル支店として発注されたもので、東京駅や日本銀行本店本館などの設計を手掛けた日本の著名な建築家である辰野金吾が設計した。
1907年11月に着工したが、その間に韓国銀行令により第一銀行から日本統治時代の朝鮮の中央銀行業務が分割されたため、1912年1月に朝鮮銀行本店として完成した。
1945年の日本統治終了後、朝鮮銀行は解散し、代わって1950年6月12日に韓国銀行が設立されたが、建物は引き続き韓国の中央銀行本店として使用された。朝鮮戦争中には空襲により大きな被害を受けたが、1956年5月から1958年10月にかけて修復された。
その後も、1987年に韓国銀行が建物裏手に新築されたビルに業務を移転するまで、韓国銀行の本店として継続使用された。1987年から1989年にかけて、建物のファサードと屋根は元のデザインに復元され、内部は漆喰から大理石に変更された。2000年12月に韓国銀行の最後の事務所がこの建物を離れ、2001年6月13日に韓国銀行貨幣金融博物館として開館した。

### 建築様式
早期20世紀初頭の折衷的なスタイルで設計された建物は、フランスのシャトーやルネッサンス建築から一部インスピレーションを受けている。シンメトリーが取り入れられ、床面積は8,703.5平方メートルである。部材は主にコンクリートや鉄骨であるが、外壁はソウルの興仁之門外で採集された花崗岩を全面的に使用している。
正面玄関の車寄せは4本のトスカナ式の柱で支えられたファサードから大きく張り出し、建物の四隅には一箇所を除いてそれぞれドームとフィニアルを持つ塔が配置された。ファサードの下部は、花崗岩のブロックを突出させた水平線で装飾され、上部はペディメント、濃い色のコーニス、手すり子で装飾されている。また、付柱には御影石の盾の彫刻が施されている。

### 礎石
礎石の「定礎」の字をめぐっては、朝鮮銀行が1918年に発刊した『朝鮮と満州の経済要綱』で韓国統監府初代統監であった伊藤博文の親筆であるとされており 、「日帝残滓」として議論の対象となっていた。
2020年10月21日、韓国文化財庁は、中村與資平の資料との筆跡の照合により、伊藤博文の直筆と確認されたと発表した。韓国では伊藤に対するイメージが悪いため、韓国銀行は字の削除を含め文化財庁と協議しながら礎石の扱い方を決めるとしている。2021年、文化財庁文化財委員会は、礎石をそのままの状態で保存すること、あわせて案内文を設置する案を決定した。